# Rasa de les Guineus
La Rasa de les Guineus és un afluent per l'esquerra del Torrent Mal que neix i fa tot el seu recorregut pel terme municipal de Montmajor (Berguedà) i desemboca a la frontera amb el terme municipal de Navès (Solsonès).

## Perfil del seu curs
| Recorregut (en m.) | Altitud (en m.) | Pendent |
| ------------------ | --------------- | ------- |
| 0                  | 799             | 13,2 -  |
| 250                | 766             | %       |
| 500                | 735             | 12,4%   |
| 646                | 720             | 10,3%   |